# Compañía de Ostende

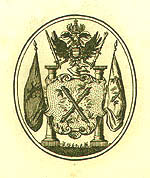
Escudo de la Compañía de Ostende.

La Compañía general imperial y real de las Indias, más conocida por la denominación de  Compañía de Ostende (en alemán: Kaiserliche Ostender Kompanie; en neerlandés: Keijserlijche Oostendse Compagnie) fue una compañía privilegiada creada en 1717 en los Países Bajos Austríacos para comerciar con las regiones de las Indias Orientales.
El éxito de las compañías del este neerlandesas, inglesas y francesas en las Indias Orientales condujo a los comerciantes y a navieros de Ostende a querer establecer relaciones comerciales directas con estas regiones. Formaron por consiguiente una compañía privada en 1717, y en 1715 comenzaron las actividades con la India, China, Bengala y Moca.
El Emperador Carlos VI alentó a sus súbditos a que adquirieran las acciones de la nueva empresa.
El cierto éxito que tuvo generó recelos en las naciones vecinas, como lo demostró el asimiento por una nave neerlandesa de un buque mercante de Ostende con una rica carga en 1719 en la costa de África, y de otra, por una nave inglesa, cerca de Madagascar. 
Los comerciantes de Ostende, a pesar de estas pérdidas, perseveraron en su proyecto obteniendo grandes beneficios de su tráfico con Oriente, hasta que las presiones de Francia, Inglaterra y Holanda obligaron al emperador de Austria a la cancelación de esta compañía entre 1727 y 1731.
- Datos: Q700040
- Multimedia: Ostend Company / Q700040